# عزلة الشرف (البيضاء)

تعديل مصدري - تعديل

عزلة الشرف هي إحدى عزل مديرية البيضاء في محافظة البيضاء اليمنية ويبلغ تعداد سكانها 5017 نسمة حسب التعداد السكاني في اليمن لعام 2004.